# Шерстобитов Олексій Львович
Олексій Львович Шерстобитов (рос. Алексей Львович Шерстобитов, «Льоша-Солдат»; нар. 31 січня 1967, Москва, СРСР ) — кілер Медведківського ОЗУ і союзник Оріхівського ОЗУ. Відомий як «Льоша-Солдат». На його рахунку 12 доведених вбивств і замахів.

## Біографія

### Життя до ОЗУ
Після військового училища за розподілом потрапив до Відділу спеціальних перевезень МВС РФ на Московській залізниці, де працював на посаді інспектора, а потім — старшого інспектора. У той час Шерстобитов захоплювався силовим триборьем і регулярно ходив в спортзал. Там він познайомився з колишнім старшим лейтенантом КДБ Григорієм Гусятинський і президентом Федерації пауерліфтингу Росії, головним тренером збірної команди Росії Сергієм Ананьївський. Як з'ясувалося, Гусятинський і Ананьївський входили в число лідерів Оріхівського ОЗУ і були відомі в світі оргзлочинності як «Гриня» і «Культік», відповідно.

### Злочинна діяльність
Спочатку Гусятінскій- «Гриня» доручив Шерстобитова забезпечити безпеку кількох торгових наметів. Незабаром йому стали доручати також вбивства конкурентів. Відповідно з основною професією отримав кримінальне прізвисько «Льоша-Солдат».
Першою мішенню Шерстобитова як кілера став колишній заступник начальника спецпідрозділу ЗМСП Філін, на той час влився в ряди організованої злочинності. 5 травня 1993 року в вулиці Ібрагімова Шерстобитов вистрілив по автомобілю Філіна з гранатомета «Муха». Філін і його друг, що знаходилися в машині, отримали легкі поранення і залишилися живі. Пізніше Шерстобитов побував у кількох замовних вбивств, найвідомішим з яких стало вбивство Отарі Квантрішвілі 5 квітня 1994 року.
У 1994 році у лідера «ореховских» Тімофєєва — «Сильвестра» виник конфлікт з «злодієм в законі» Андрієм Ісаєвим («Розпис»). Шерстобитов встановив начинену вибухівкою машину біля будинку Ісаєва на Осінньому бульварі і, коли він вийшов, зробив підрив. Ісаєв отримав поранення, але вижив; від вибуху загинула маленька дівчинка.
13 вересня 1994 року в результаті конфлікту з Б. А. Березовським («Береза») Тімофєєв — «Сильвестр» був убитий. Гусятинський і Шерстобитов в цілях безпеки поїхали в Україну. Після цієї поїздки Шерстобитов разом з братами Андрієм і Олегом Пильовими («Малой» і «Санич») домовилися про ліквідацію Гусятинського. Свого шефа Шерстобитов важко поранив у Києві зі снайперської гвинтівки, коли той підійшов до вікна орендованої квартири. Гусятинський пролежав у комі кілька днів, після чого його відключили від апаратів підтримки життя. Після цього Пильові дозволили Шерстобитову зібрати власну команду з трьох чоловік.
У січні 1997 року у Олександра Таранцева, який очолював «Русское золото», виник конфлікт з власником клубу «Доллс» Йосипом Глоцер. Шерстобитов, за завданням Пилёвих, відправився на розвідку до нічного закладу, розташованого на вулиці Червона Пресня, де вбив Глоцер пострілом в скроню. Наступним завданням його групи стала стеження за Солоник, який після втечі з СІЗО «Матроська тиша» жив в Греції. Люди Шерстобитова записали телефонну розмову, в якому Солоник вимовив фразу «Їх треба валити». У цих словах брати Пилёви відчули загрозу для себе. Вбивцею Солоніка вважається Олександр Пустовалов (Саша-солдат).
У 1998 році у Пильових на ґрунті розподілу доходів від бізнесу виник конфлікт з самим президентом компанії «Русское золото» Олександром Таранцева. Шерстобитов майже чотири місяці стежив за бізнесменом і зрозумів, що той, маючи дуже професійну охорону, практично невразливий. Шерстобитов спорудив в ВАЗ-2104 дистанційно керований пристрій з автоматом Калашникова. Машина була встановлена біля виходу з офісу «Русского золота». Спускається по сходах Таранцева Шерстобитов побачив на спеціальному дисплеї і натиснув кнопку пульта, але пристрій не спрацював. Автоматна черга пролунала тільки через 2 години, від неї загинув охоронець «Русского золота», поранення отримали два випадкових перехожих. Таранцев залишився живий. Також Шерстобитов не раз намагався вбити Оренбурзького злодія в законі Алієва Астана на прізвисько «Алі», так, в 2005 році кортеж Алієва, який складався з 7 машин, розстріляли на вул. Донгузская, але тоді Алієв залишився живий, охоронці Алієва спрацювали професійно і врятували життя своєму авторитету, після чого Шерстобитова переслідували ОПГ, але співробітники МВС знайшли його раніше, ніж вони.